# Keperendszer
A Kepe rendszer az egyházi illeték (adó) egy fajtája, melyet terményben fizettek. A középkorban egész Magyarországon ismert volt, későbbiekben elsősorban Erdélyben a protestáns egyházak bevételi forrása volt . A kepe szó eredeti jelentése gabona kéve, kereszt, osztag. Kivetése ház illetve vagyon alapján történt.
Hóman Bálint : Magyar Pénztörténet 1000–1325 című munkájában röviden érinti a mértékegységek között a kepét is. ....A ki nem csépelt gabonát forrásaink kepében (capecia) számítják. A kepének főképp a tizedfizetésnél jutott szerepe, mert a főpapoknak – a visszaélések elkerülése végett – jogukban állt a gabonát az aratás után a mezőn beszedni. A gabona, kepékbe rakva állt a tarlón, s a főpap megbízottja minden tizedik kepét lefoglalta püspöke számára. Később, mikor a pénzbeli megváltás jött szokásba, bizonyos meghatározott összeget fizettek a püspöknek járó kepék megváltása fejében. Hány kéve volt a XIII. században egy kepében, ma már nem állapítható meg s így még csak megközelítőleg sem tudjuk meghatározni annak szemtartalmát. Valószínű, hogy miként ma is az ország különböző vidékein igen különböző módon és más-más számú kévéből rakják össze a keresztet és csomót, úgy az Árpád-korban is vidékenként változó volt a kepe nagysága. A XVI. században Tihanyban 52, a Felső-Tiszánál 52–104 kéve a kepe, tehát jóval nagyobb gabonatömeg volt, mint a kereszt. 1 kepe = 2 kalangya = 4 kereszt volt, a mely utóbbiban a kévék száma változó. Más adatok szerint viszont a kepe, kalangya és kereszt azonos értelemben is használatosak voltak.
Mértékét esetenként, főként Erdélyben  kalangyában szabták meg.
A későbbi századokban hosszasan próbálták a kepe pénzzel való kiváltását ez a kepeváltság. Ennek azonban akadályát képezte, hogy az adózóknak kevés volt készpénze, így az adó kedvezményezettjei bármennyire szerették volna pénzben hozzájutni, az kudarcra volt ítélve.
Az Anjou kort követően főként Zsigmond magyar király  (1387-1437) alatt a folyamatos  pénzrontás  miatt pedig épp az ellenkezője volt megfigyelhető, a romló fémpénz helyett a kepét inkább terményben vetettek ki.